# Gewicht (Funktionalanalysis)
Gewichte werden im mathematischen Teilgebiet der Funktionalanalysis untersucht. Es handelt sich um eine Verallgemeinerung eines Zustandes auf einer C*-Algebra. Insbesondere in der Theorie der Von-Neumann-Algebren kann die Tomita-Takesaki-Theorie mittels gewisser Gewichte über den Fall der σ-endlichen Von-Neumann-Algebren hinaus ausgedehnt werden.

## Definition
Es sei {\displaystyle A} eine C*-Algebra, {\displaystyle A^{+}} der positive Kegel, das heißt die Menge aller Elemente der Form {\displaystyle a^{*}a,\,a\in A}. Ein Gewicht auf {\displaystyle A} ist eine Abbildung {\displaystyle \omega :A^{+}\rightarrow [0,\infty ]} mit
- {\displaystyle \omega (a+b)=\omega (a)+\omega (b)} für alle {\displaystyle a,b\in A^{+}}
- {\displaystyle \omega (\lambda a)=\lambda \omega (a)} für alle {\displaystyle \lambda \in \mathbb {R} _{0}^{+}} und {\displaystyle a\in A^{+}}.[1]

Dabei werden die üblichen Rechenregeln für {\displaystyle \infty } verwendet, das heißt {\displaystyle x+\infty =\infty +x=\infty } für alle {\displaystyle x\in \mathbb {R} _{0}^{+}}, {\displaystyle x\cdot \infty =\infty \cdot x=\infty } für alle {\displaystyle x\in \mathbb {R} ^{+}} und {\displaystyle 0\cdot \infty =\infty \cdot 0=0}. Zu einem Gewicht {\displaystyle \omega } definiert man
{\displaystyle A_{+}^{\omega }:=\{a\in A^{+}|\,\omega (a)<\infty \}}
{\displaystyle A^{\omega }} = lineare Hülle von {\displaystyle A_{+}^{\omega }}
{\displaystyle L_{\omega }:=\{a\in A^{+}|\,\omega (a^{*}a)=0\}}
{\displaystyle A_{2}^{\omega }:=\{a\in A|\,\omega (a^{*}a)<\infty \}}
Dann sind {\displaystyle A_{2}^{\omega }} und {\displaystyle L_{\omega }} Linksideale  und {\displaystyle A^{\omega }} ist eine Unter-C*-Algebra in {\displaystyle A}.

## Gewichte mit zusätzlichen Eigenschaften
Für Gewichte werden folgende Eigenschaften betrachtet
- Ein Gewicht {\displaystyle \omega } heißt dicht-definiert, falls  {\displaystyle A_{+}^{\omega }\subset A^{+}} bzgl. der Normtopologie dicht ist.
- Ein Gewicht {\displaystyle \omega } auf einer Von-Neumann-Algebra heißt semi-endlich, falls  {\displaystyle A_{+}^{\omega }\subset A^{+}} bzgl. der schwachen Operatortopologie dicht ist.
- Ein Gewicht {\displaystyle \omega } heißt treu, falls {\displaystyle L_{\omega }=\{0\}} ist.
- Ein Gewicht {\displaystyle \omega } heißt von unten halbstetig, falls {\displaystyle \{a\in A^{+}|\,\omega (a)\leq \alpha \}} für jedes {\displaystyle \alpha \in \mathbb {R} _{0}^{+}} abgeschlossen ist.
- Ein Gewicht {\displaystyle \omega } auf einer Von-Neumann-Algebra {\displaystyle A} heißt normal, wenn folgendes gilt: Ist {\displaystyle (a_{i})_{i\in I}} ein monoton wachsendes Netz in {\displaystyle A^{+}} mit Supremum {\displaystyle a\in A^{+}}, so gilt {\displaystyle \textstyle \sup _{i\in I}\omega (a_{i})=\omega (a)}.
- Ein Gewicht {\displaystyle \omega } heißt Spurgewicht, falls zusätzlich {\displaystyle \omega (uau^{*})=\omega (a)} für alle unitären Elemente {\displaystyle u\in A}.

## Beispiele

### Beschränkte Gewichte
Ein Funktional {\displaystyle f} auf einer C*-Algebra {\displaystyle A} heißt positiv, falls {\displaystyle f(a^{*}a)\geq 0} für alle {\displaystyle a\in A}. Dann ist die Einschränkung {\displaystyle f|_{A^{+}}} offenbar ein Gewicht mit der Besonderheit, dass das Bild in {\displaystyle [0,\infty )} liegt. Ist umgekehrt {\displaystyle \omega } ein von 0 verschiedenes Gewicht mit Bild in {\displaystyle \mathbb {R} _{0}^{+}}, das heißt mit {\displaystyle A_{+}^{\omega }=A^{+}}, so  gibt es ein positives Funktional {\displaystyle f} mit {\displaystyle \omega =f|_{A^{+}}}

### Summen von Funktionalen
Ist {\displaystyle (f_{i})_{i\in I}} eine Familie positiver Funktionale auf {\displaystyle A}, so ist durch
{\displaystyle \omega (a):=\sum _{i\in I}f_{i}(a),\quad a\in A^{+}}
ein Gewicht aus {\displaystyle A} erklärt.
Ist zum Beispiel {\displaystyle (\xi _{i})_{i\in I}} einer Orthonormalbasis eines Hilbertraums {\displaystyle H}, so ist die Summe der zugehörigen Vektorzustände ein Gewicht auf {\displaystyle L(H)}, der Von-Neumann-Algebra der stetigen, linearen Operatoren auf {\displaystyle H}. Durch
{\displaystyle \omega (a):=\sum _{i\in I}\langle a\xi _{i},\xi _{i}\rangle ,\quad a\in A^{+}}.
ist ein normales Spurgewicht definiert und man kann zeigen, dass dieses nicht von der Auswahl der Orthonormalbasis abhängt. Es ist
{\displaystyle L(H)_{+}^{\omega }:={\mathcal {S}}_{1}(H)^{+}} die Menge der positiven Elemente der Spurklasse,
{\displaystyle L_{\omega }:=\{0\}}, das heißt {\displaystyle \omega } ist treu,
{\displaystyle L(H)_{2}^{\omega }:={\mathcal {S}}_{2}(H)} die H*-Algebra der Hilbert-Schmidt-Operatoren.

### Maße
Es sei {\displaystyle \mu } ein positives Maß auf einem lokalkompakten Hausdorffraum {\displaystyle X} und {\displaystyle A=C_{0}(X)} die C*-Algebra der stetigen Funktionen auf {\displaystyle X}, die im Unendlichen verschwinden. Dann ist die Abbildung
{\displaystyle \omega :C_{0}(X)^{+}\rightarrow [0,\infty ],\quad f\mapsto \int _{X}f\mathrm {d} \mu }
ein Gewicht. Beschränkte Maße führen zu beschränkten Gewichten, das heißt zu positiven linearen Funktionalen. 

## Anwendungen und Eigenschaften

### Normalität
Wie bei den normalen Zuständen gibt es auch für Gewichte verschiedene Charakterisierungen der Normalität. Für ein Gewicht {\displaystyle \omega } auf einer Von-Neumann-Algebra {\displaystyle A} sind äquivalent
- {\displaystyle \omega } ist normal, das heißt für monotone Netze {\displaystyle (a_{i})_{i\in I}\to a\in A^{+}} gilt {\displaystyle \omega (a_{i})\to \omega (a)}.
- {\displaystyle \omega } ist additiv, das heißt für jede Familie {\displaystyle (a_{i})_{i\in I}} in {\displaystyle A^{+}} mit {\displaystyle \textstyle \sum _{i\in I}a_{i}=a\in A^{+}} gilt {\displaystyle \textstyle \omega (\sum _{i\in I}a_{i})=\sum _{i\in I}\omega (a_{i})}.
- Ist {\displaystyle (a_{i})_{i\in I}} ein ultraschwach konvergentes Netz mit Limes {\displaystyle a} in {\displaystyle A^{+}}, so ist {\displaystyle \omega (a)\leq \textstyle \limsup _{i\in I}\omega (a_{i})}.
- Es gibt eine Familie {\displaystyle (\varphi _{i})_{i\in I}} positiver, normaler Funktionale mit {\displaystyle \textstyle \omega (a)=\sup _{i\in I}\varphi _{i}(a)} für alle {\displaystyle a\in A^{+}}.
- Es gibt eine Familie {\displaystyle (\varphi _{i})_{i\in I}} positiver, normaler Funktionale mit {\displaystyle \textstyle \omega (a)=\sum _{i\in I}\varphi _{i}(a)} für alle {\displaystyle a\in A^{+}}.

### GNS-Konstruktion
Die für Zustände bekannte GNS-Konstruktion kann man im Wesentlichen auch für Gewichte {\displaystyle \omega } auf einer C*-Algebra {\displaystyle A} durchführen. Durch die Formel
{\displaystyle \langle a+L_{\omega },b+L_{\omega }\rangle :=\omega (b^{*}a),\quad a,b\in A_{2}^{\omega }}
wird ein Skalarprodukt auf {\displaystyle A_{2}^{\omega }/L_{\omega }} definiert, die Vervollständigung ist ein Hilbertraum {\displaystyle H_{\omega }}. Die durch
{\displaystyle b+L_{\omega }\mapsto ab+L_{\omega },\quad a\in A,b\in A_{2}^{\omega }}
definierten Operatoren auf {\displaystyle A_{2}^{\omega }/L_{\omega }} setzen sich zu stetigen, linearen Operatoren {\displaystyle \pi _{\omega }(a)} auf {\displaystyle H_{\omega }} fort, so dass 
{\displaystyle \pi _{\omega }:A\rightarrow L(H_{\omega })}
eine Hilbertraum-Darstellung definiert. Ist {\displaystyle \omega } treu und semi-endlich, so ist {\displaystyle \pi _{\omega }} treu. Ist {\displaystyle \omega } ein normales Gewicht auf einer Von-Neumann-Algebra, so ist {\displaystyle \pi _{\omega }(A)} ebenfalls eine Von-Neumann-Algebra und die Darstellung {\displaystyle \pi _{\omega }} ist normal.

### Tomita-Takesaki-Theorie
Auf einer Von-Neumann-Algebra gibt es stets treue, normale und semi-endliche Gewichte. Auf dem Bild der zugehörigen GNS-Darstellung können gewisse Automorphismen definiert werden, die zur Tomita-Takesaki-Theorie führen.